# 鄧恩太陽望遠鏡
鄧恩太陽望遠鏡是有獨特的垂直軸，架設在美國新墨西哥州薩克拉門托山頂的太陽望遠鏡。它是由國家科學基金會、新墨西哥州和一些私人資助的太陽黑子太陽天文台最主要的望遠鏡，並由新墨西哥州州立大學與國家太陽天文台共同操作。 鄧恩太陽望遠鏡專門從事太陽的高解析度影像和光譜觀測，提供給世界各地的天體物理學家，使能更好的瞭解太陽對地球的影響。它在1969年建設完成，在2004年升級，安裝了高階的調適光學，因此擠身為高度多功能的天體物理學天文台，成為開發新儀器和新技術的一個重要的測試平台。

## 望遠鏡

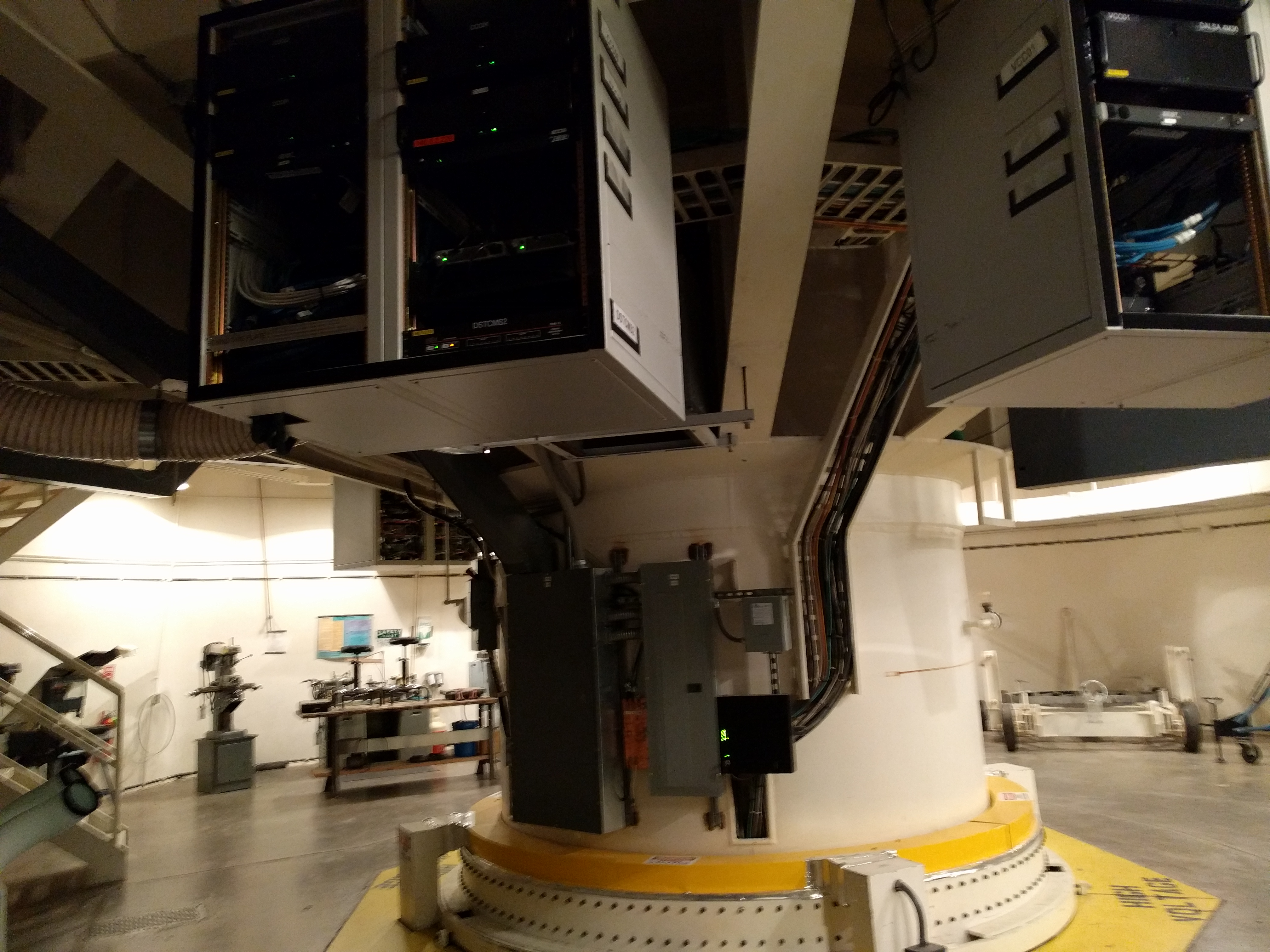
安裝在主觀測室下面的電腦。

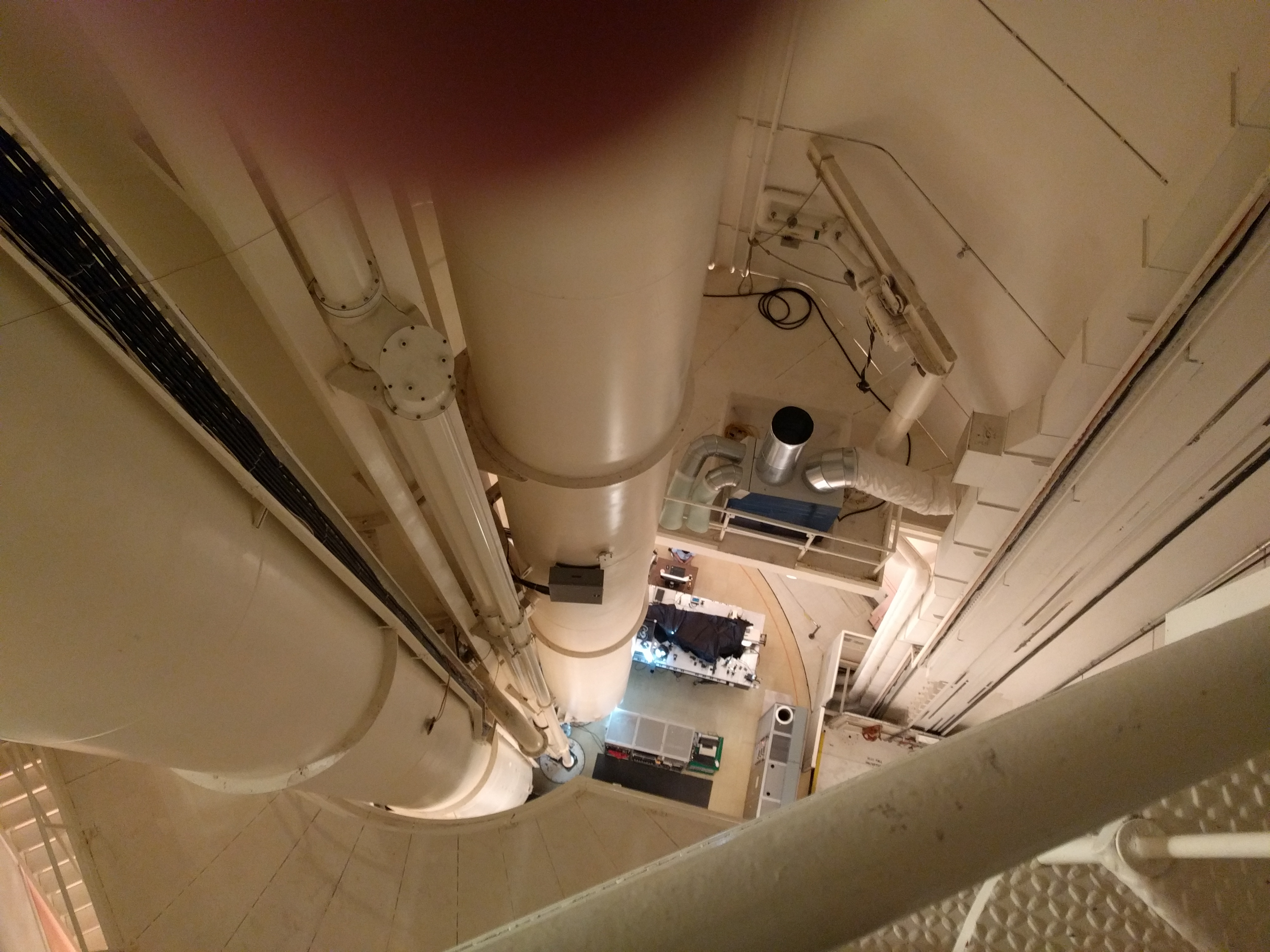
觀測室頂端的景觀。

這架望遠鏡原本的名字是薩克拉門托峰真空塔望遠鏡，在1998年重新命名 （页面存档备份，存于）以榮耀退休的太陽天文學家理察·鄧恩，他是建造這架望遠鏡背後的推手 （页面存档备份，存于）。 
這架望遠鏡於1969年投入觀測工作，是世界上空間解析度最高的太陽望遠鏡。鄧恩太陽望遠鏡使用一個水平設置可旋轉的40英尺觀測平台，是個能持續提供多功能、方便使用的設置。它有兩套高階調適光學工作臺，用以補償地球大氣層擾動造成的影像模糊。科學家和工程師使用它研究一系列通常要使用衛星或發射火箭才能觀測的太陽活動，並開發新技術的4米丹尼爾井上太陽望遠鏡。
就像冰山一樣，在地面上只能看見望遠鏡的一小部分。光路從頂端136英尺（41公尺）高的定日鏡開始，並繼續向地下延伸193英尺（58.8公尺）抵達主鏡，然後返回到地面上光學實驗室地板上的六面石英光學視窗之一。挖掘的最低點(潤滑油槽的底部)是228英尺（69.5公尺），整棟建築物從上到下就是一架儀器。望遠鏡的整個光學系統 －從塔的頂端到它地下部分的基地，加上40英尺直徑的觀測室地板－由在塔頂懸浮在水銀上的軸承支撐。軸承掛在三個螺栓上，可以旋轉，而每個螺栓的直徑只有3英寸（76公釐）。整架望遠鏡的光學和機械結構比足球場長，重量超過250公噸。光學系統是真空的，以消除因為在望遠鏡光路中聚集的陽光產生熱量引起對流造成的失真。望遠鏡的一個獨特之處是它處理圖像反旋的方法：旋轉總重250公噸，長330英尺（100公尺）的望遠鏡和直徑40英尺（12公尺）的光學實驗室。
儘管望遠鏡是如此的沉重和巨大，包括另一側的主要儀器觀測表，絕大部分都可以單獨從一間控制室進行控制和監控。

## 儀器

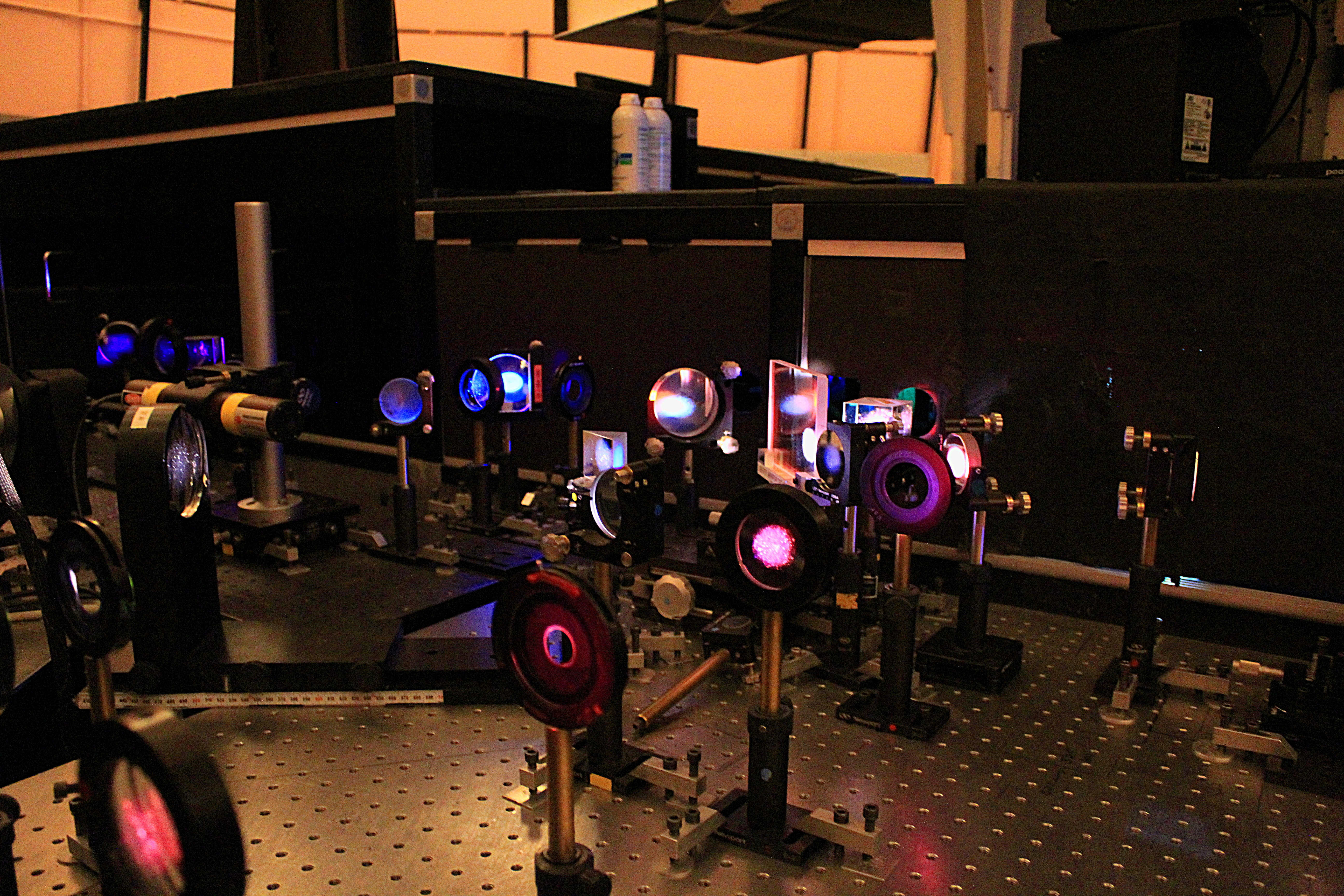
在鄧恩太陽望遠鏡上的一些儀器。

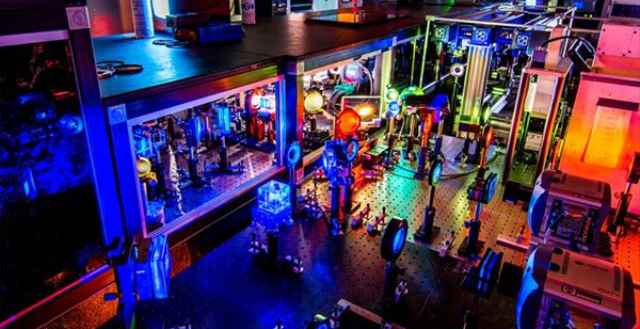
通過鄧恩太陽望遠鏡的光線。

## 外部連結
- Dunn Solar Telescope website （页面存档备份，存于）
- Virtual tour of the DST